# Neoromicia helios
Neoromicia helios é uma espécie de morcego da família Vespertilionidae. Pode ser encontrada no Quénia, Somália, Tanzânia e Uganda.